# Husqvarna M40
N'ayant pas les ressources pour développer un pistolet de conception suédoise, le Gouvernement suédois (en) décida de fabriquer le pistolet finlandais Lahti VKT-L 35 sous licence. La fabrique d'arme Husqvarna (en) fut chargée de le produire et environ 100 000 exemplaires sortirent de leurs usines. Cependant, seuls 6 000 furent utilisés par des soldats suédois, les autres l'étant par des unités norvégiennes et danoises entraînées en Suède.

## Présentation
Le Husqvarna M40 est une version simplifiée et un peu moins fiable du pistolet finlandais Lahti VKT-L. Il a été construit en Suède sous licence par Husqvarna et a été adopté par l'armée suédoise en 1940. La désignation officielle militaire suédoise pour ce pistolet était Pistolet m/40 mais il est surtout connu sous le nom de Husqvarna M40.
En raison de l'acier de mauvaise qualité utilisés dans la fabrication et l'utilisation d'une puissante cartouche 9 mm les culasses des Husqvarna M40 ont commencé à se fissurer dans les années 1980. Il fut donc remplacé temporairement par les pistolets FN Modèle 1903. Ils ont été remis en service jusqu'à ce que le Glock 17 et le Glock 19 firent leurs apparitions. Le Glock 17 a été adopté par l'armée suédoise, et le Glock 19 par l'armée de l'air suédoise.

## Sources
- (en) Cet article est partiellement ou en totalité issu de l’article de Wikipédia en anglais intitulé « Lahti L-35 » (voir la liste des auteurs).